# Pemba (illa)
Pemba és una illa de l'oceà Índic que forma part de Zanzíbar i, per tant, de Tanzània des de 1964. És una de les quatre illes principals de l'arxipèlag de Zanzíbar i fou coneguda com Al-Khudra (La Verda). Està rodejada de coralls i les aigües són molt clares amb platges excel·lents; la costa té grans manglars i zones de vegetació. La pluviometria és de 183 mm any.

## Economia
La seva riquesa principal és el clau (espècie) i es cultiva també l'arròs, el coco, els plàtans, les faves vermelles (maharagwe), i una mica de cafè. La capital és Chake-Chake (amb aeroport) i altres ciutats són Mkoani i Wete.

## Administració
Pemba està dividida en dos regions cadascuna subdividida en dos districtes:
- Pemba del Nord
  - Micheweni
  - Wete
- Pemba del Sud
  - Chake Chake
  - Mkoani

## Història
El Periple de la Mar Eritrea, escrit per un anònim mercader grec egipci a la meitat del segle i, esmenta una illa de nom Menouthias, que ha estat identificada amb Pemba, tot i que la qüestió resta discutida, ja que un sector d'erudits pensen que podria ser Zanzíbar, però la majoria s'inclina per Pemba. No se'n torna a parlar fins que Al-Djabiz (mort el 869) esmenta les illes Landjuya, corrupció del nom suahili de Zanzíbar (Al-Ungudja) i les associa a una illa verda coberta de boscos i valls que anomena Kanbalu. Al-Masudi hi va viatjar amb mariners omanites el 916 i parla del seu comerç. Buzurg ben Shahriyar (mort el 956) l'esmenta com estació (de nom Kambulu, segurament al modern Ras Kambalu) en la ruta cap a Sofala, però fins recentment cap resta arqueològica permetia confirmar l'existència d'establiments del final del segle ix o començament del segle X; unes excavacions recents han posat a la llum una mesquita del segle X que podia allotjar 70 fidels construïda sobre dues mesquites anteriors una de pedra i una de fusta (que podrien ser del segle ix i VIII) que serien els establiments musulmans més antics d'Àfrica oriental.
Yaqut al-Hamawí esmenta dues viles, Mtanbi i Mkanbalu (modernes Mtambwe i Mkumbuu, cadascuna de les quals tenia un sultà, la primera un àrab descendent d'un emigrant de Kufa. Un tresor de 2000 monedes de plata amb els nom de deu soldans locals, i set dinars fatimites ha estat trobat prop de la ciutat. Els soldans sèrie els governants de tres o quatre generacions endarrere del 1070 que és quan es va acumular el tresor i, per tant, el més antic ja governaria al segle x. Al Masudi parla dels reis (muluk) dels Zandj (negres) però no hi cap relat històric sobre aquestos reis ni se segur que dominese l'illa o una part.
Al segle xv van arribar els portuguesos. El soldà de l'illa fou vassall de la corona portuguesa del 1506 al 1695. Vers el 1600 l'illa va passar al sulta de Ahmad Mombasa per concessió dels portuguesos. Ahmad va morir el 1609 i el va succeir el seu fill Hasan ben Ahmad, que va entrar en litigi amb els portuguesos a causa de Pemba; els portuguesos li van exigir deixar tot el seu estoc de cereals al fort Jesús i s'hi va negar, i va haver de fugir a Kilifi; va reconquerir breument Mombasa, però va haver de tornar a fugir i fou assassinat a traïció. El seu germà Muhammad fou designat regent pels portuguesos fins a la majoria del fill Yusuf i un altre soldà es va instal·lar a Pemba. El 1698, després de la derrota portuguesa a Mombasa, el soldà es va fer vassall dels omanites. L'illa proveïa a Mombasa d'arròs. Abandonada de fet al segle xviii, fou ocupada pel soldà Sayyid Said d'Oman (1806-1856) el 1822, que hi va introduir el cultiu de l'espècie anomenada clau, les plantacions de la qual van quedar en mans d'àrabs i fins al 1873 hi treballava exclusivament mà d'obra esclava. El 1872 un huracà va destruir les collites, i el 1873 l'abolició de l'esclavatge va donar un cop molt fort a aquest cultiu del que va trigar a recuperar-se.
En el repartidament de territoris en la guerra de successió del 1856 va quedar en poder del soldà de Zanzíbar, el qual fou protectorat britànic i finalment independent el 1963. El 12 de gener de 1964 un aventurer, John Okello, amb un grup de seguidors, prengué el control a l'illa de Zanzíbar; la resistència de la policia i forces lleials al soldà fou curta; al matí ja només se sentien trets a l'entorn de l'estació de policia de Malindi, però al capvespre Okello dominava la situació i el soldà havia fugit. Okello va establir una nova bandera nacional que no fou utilitzada a Pemba. El dia 17 el cap del partit Afro-Shirazi fou posat al poder i proclamà la República Popular de Zanzíbar i Pemba. En aquest moment la situació a l'illa restava confusa, ja que no hi havia forces revolucionàries i de fet el govern del soldà encara tenia el control teòric, però els africans del partit Afro-Shirazi van proclamar el mateix dia 17 la República Popular de Pemba; les dues administracions van quedar unificades poc després.

## Arqueologia
Al cap de Mkumbu (Ras Mukumbu) a una península l'est de Chake Chake hi ha les ruïnes més antigues de l'illa, les de Ndagoni, que daten del segle xiv, i estan relativament ben conservades. A la vila de Pujini (al sud de l'aeroport), també a l'est de Chake Chake hi ha les ruïnes de Mkama Ndume, restes d'una fortificació datada al segle xv, única fortificació que es conserva d'aquesta època a tota l'Àfrica oriental.

## Canal de Pemba
El canal de Pemba és la par marítima que separa l'illa de la costa continental; és un lloc amb una excepcional vida marina especialment adient per a la pesca. La distància entre l'illa i la costa és de 50 km de mitjana i més de 30 al punt més proper (l'illa Mkiwiro a la costa sud de Kenya).

## Imatges

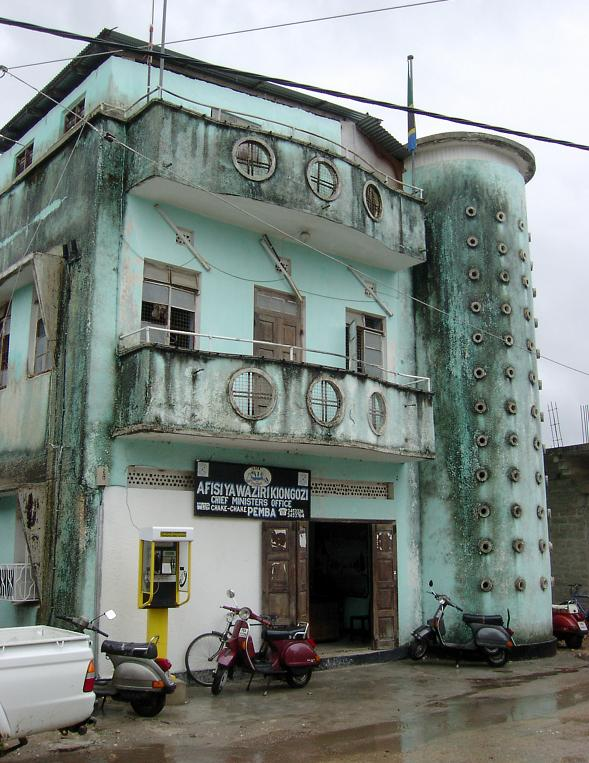
Oficina del primer ministre de Zanzíbar a Pemba
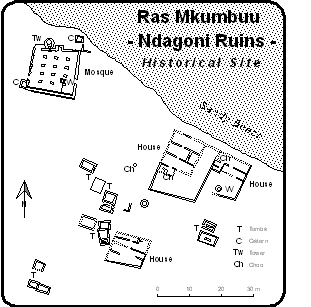
Ruïnes de Ndagoni
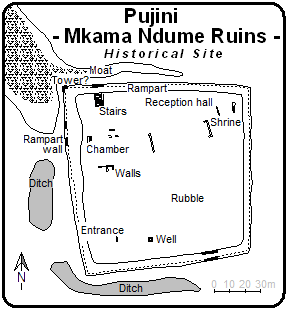
Ruïnes de Mkama-Ndume